# 宝安体育中心
深圳市宝安区体育中心（简称“宝安体育中心”或“宝体”），位于中国广东省深圳市宝安中心区罗田路，占地面积32万平方米，是深圳市宝安区政府投资兴建的综合公益性体育场地设施，也是宝安区地标之一。体育中心由体育场、体育馆、网球场和游泳场馆四部分组成。

## 体育场
宝安体育场因其造型设计又被昵称为“春竹”，位于体育中心南部，与体育中心其他部分隔新湖路两侧，并以天桥连接。占地面积12.8万平方米，建筑面积10万平方米，可容纳4万名观众，并提供约1000个停车位。体育场于2011年5月竣工，曾承办2011年第26届世界大学生运动会女子足球预决赛及男子足球部分预赛。2023年短暂作为深圳市足球俱乐部临时主场。2024年成为深圳新鹏城主场。

## 体育馆
宝安体育馆位于体育中心中部，与体育场隔新湖路而望，占地面积8万平方米，建筑面积4.74万平方米。宝安体育馆曾承办第26届世界大学生夏季运动会的水球、体操与艺术体操等赛事。

## 游泳馆
宝安游泳馆位于体育中心北部，包括游泳场及游泳馆。游泳场为露天游泳池，水域面积5662.5平方米，设有比赛标准池、训练池和儿童池等，4月至10月对外开放。游泳馆为室内恒温游泳池，水温通常为25℃至27℃，设有标准比赛池和训练池，是第26届世界大学生夏季运动会比赛场馆之一，平日常年开放。

## 网球场
宝安体育中心网球场位于体育中心西北部，占地面积3万平方米，拥有10片球场。平日上午免费开放，下午收费开放。

## 交通
深圳地鐵1號線在體育館西側設有寶體站，而附近亦有多線公交途經。